# Фацио, Бартоломео
Бартоломео Фацио (около 1400, Специя, Лигурия — ноябрь 1457, Неаполь) — итальянский историк, писатель и гуманист эпохи Возрождения. Учился в Вероне, Флоренции и Генуе. Кроме переводов,  его перу принадлежит работа «De viris illustribus» (1456).
Также был автором придворной хроники «De rebus gestis ab Alphonso I Neapolitanorum rege libri X» (1448-1445), и работ «De humanae vitae felicitate» и «De excellentia ac praestantia hominis». Его труд «De bello veneto clodiano» оставался в рукописи, пока не был опубликован в 1568.
Его отношения с коллегами не всегда были ровными. Так, Лоренцо Валла написал против него инвективу «Antidotum in Facium».
Скончался в Неаполе.